# Puchar Pokoju i Przyjaźni 1973
Sezon 1973 Pucharu Pokoju i Przyjaźni – jedenasty sezon Pucharu Pokoju i Przyjaźni.
Po raz pierwszy w Pucharze uczestniczyły samochody turystyczne z silnikami o pojemności do 1600 cm³ (klasa A2). Mistrzostwo wśród samochodów turystycznych wywalczyli Andrzej Wojciechowski i Czechosłowacja, a wśród samochodów wyścigowych Albín Patlejch i NRD.

## Kalendarz wyścigów
Źródło: puru.de
| Runda | Data         | Tor                  | Klasa | Pole position   | Najszybsze okrążenie | Zwycięzca (kierowcy)  | Zwycięzca (zespoły) |
| ----- | ------------ | -------------------- | ----- | --------------- | -------------------- | --------------------- | ------------------- |
| 1     | ?            | Most                 | A2    | ?               | ?                    | Oldřich Brunclik      | ?                   |
| 1     | ?            | Most                 | C9    | ?               | ?                    | Albín Patlejch        | ?                   |
| 2     | 4 czerwca    | Mińsk                | A2    | Karel Jílek     | ?                    | Oldřich Brunclik      | Czechosłowacja      |
| 2     | 4 czerwca    | Mińsk                | C9    | Wolfgang Küther | ?                    | Wolfgang Küther       | NRD                 |
| 3     | 4–5 sierpnia | Schleiz              | A2    | ?               | Oldřich Brunclik     | Oldřich Brunclik      | NRD                 |
| 3     | 6–8 lipca    | Hohenstein-Ernstthal | C9    | ?               | Wolfgang Küther      | Albín Patlejch        | NRD                 |
| 4     | ?            | Toruń                | A2    | ?               | ?                    | Andrzej Wojciechowski | ?                   |
| 4     | ?            | Toruń                | C9    | ?               | ?                    | Jiří Šmíd             | ?                   |

## Klasyfikacja
| Legenda oznaczeń w tabelach wyników Wyświetl szablon na nowej stronie | Legenda oznaczeń w tabelach wyników Wyświetl szablon na nowej stronie                                                                     |
| Oznaczenie                                                            | Wyjaśnienie |
| --------------------------------------------------------------------- | --- |
| Złoty                                                                 | Zwycięzca lub mistrzostwo |
| Srebrny                                                               | 2. miejsce lub wicemistrzostwo |
| Brązowy                                                               | 3. miejsce lub II wicemistrzostwo |
| Zielony                                                               | Ukończył, punktował (w klasyfikacji generalnej, gdy zdobył co najmniej jeden punkt na przestrzeni sezonu, poza trzema powyższymi opcjami) |
| Niebieski                                                             | Ukończył, nie punktował (w klasyfikacji generalnej, gdy nie zdobył co najmniej jednego punktu na przestrzeni sezonu)                      |
| Czerwony                                                              | Nie zakwalifikował się (NZ) |
| Czerwony                                                              | Nie prekwalifikował się (NPK) |
| Różowy                                                                | Nie ukończył (NU) |
| Różowy                                                                | Niesklasyfikowany (NS) (w klasyfikacji generalnej, gdy nie został sklasyfikowany w żadnym wyścigu sezonu)                                 |
| Czarny                                                                | Zdyskwalifikowany (DK) |
| Czarny                                                                | Wykluczony (WYK/EX) |
| Biały                                                                 | Nie wystartował (NW) |
| Biały                                                                 | Kontuzjowany (K/INJ) |
| Biały                                                                 | Wyścig odwołany (OD/C) |
| Bez koloru                                                            | Został wycofany (WYC/WD) |
| Bez koloru                                                            | Nie przybył (NP/DNA) |
| Bez koloru                                                            | Nie brał udziału w treningach (NT/DNP) |
| Bez koloru                                                            | Nie został zgłoszony (–) |
| Pogrubienie                                                           | Start z pole position |
| Kursywa                                                               | Najszybsze okrążenie wyścigu |
| †                                                                     | Nie ukończył, ale jego rezultat został zaliczony ze względu na przejechanie więcej niż 90% dystansu wyścigu.                              |
| *                                                                     | Sezon w trakcie |
| 1/2/3                                                                 | Punktowana pozycja w sprincie kwalifikacyjnym                                                                                             |
| Lista systemów punktacji Formuły 1                                    | |

### Samochody turystyczne

#### Kierowcy
| Poz. | Kierowca              | MST | MNS | SLZ | TOR | Punkty |
| ---- | --------------------- | --- | --- | --- | --- | ------ |
| 1    | Andrzej Wojciechowski | ?   | 4   | 4   | 1   | 182    |
| 2    | Manfred Günther       | ?   | 6   | 6   | ?   | 158    |
| 3    | Oldřich Brunclik      | 1   | 1   | 1   | ?   | 150    |
| 4    | Ksawery Frank         | ?   | 12  | ?   | ?   |        |
| 5    | Jaroslav Bobek        | ?   | 3   | 2   | ?   |        |
| 6    | Milan Žid             | ?   | 2   | 3   | ?   |        |

#### Zespoły
| Miejsce | Zespół         | Punkty |
| ------- | -------------- | ------ |
| 1       | Czechosłowacja | 536    |
| 2       | NRD            | 481    |
| 3       | Polska         | 468    |
| 4       | ZSRR           | 208    |

### Samochody wyścigowe

#### Kierowcy
| Poz. | Kierowca             | MST | MNS | SCH | TOR | Punkty |
| ---- | -------------------- | --- | --- | --- | --- | ------ |
| 1    | Albín Patlejch       | 1   | NU  | 1   | 2   | 185    |
| 2    | Wolfgang Krug        | 3   | 6   | 2   | ?   | 174    |
| 3    | Ulli Melkus          | 2   | 4   | 14  | 6   | 169    |
| 4    | Heinz Melkus         | 4   | 3   | 3   | 5   |        |
| 5    | Henry Saarm          | 5   | 5   | 6   | ?   |        |
| 6    | Jukk Reintam         | ?   | ?   | 7   | 4   |        |
| 7    | Józef Kiełbania      | ?   | 14  | 8   | ?   |        |
| 11   | Aleksander Oczkowski | ?   | 7   | ?   | 3   |        |

#### Zespoły
| Miejsce | Zespół         | Punkty |
| ------- | -------------- | ------ |
| 1       | NRD            | 528    |
| 2       | ZSRR           | 467    |
| 3       | Czechosłowacja | 462    |
| 4       | Polska         | 430    |